# Armand de Perpessac
Armand de Perpessac est un homme politique français né le 30 octobre 1798 à Fourquevaux (Haute-Garonne) et mort le 11 octobre 1877  à Troyes (Aube).

## Biographie
Avocat, il s'occupe surtout d'agriculture. Conseiller général en 1846, maire de Toulouse, il est député de la Haute-Garonne de 1852 à 1863, siégeant dans la majorité soutenant le Second Empire.